# 2001 في رومانيا
فيما يلي قوائم الأحداث التي وقعت خلال عام 2001 في رومانيا.

## رياضة
- 10 مايو – دوري الدرجة الأولى الروماني 2000–01 الفائز نادي ستيوا بوخارست.

## مواليد

### نوفمبر
- 27 نوفمبر – تيودورا صاوه

## وفيات

### يناير
- 1 يناير – جورجي نيجريا (مواليد 1934) ملاكم روماني.

### فبراير
- 17 فبراير – ريتشارد ورمبراند (مواليد 1909)

### مارس
- 4 مارس – نفتالي دين (مواليد 1916)
- 21 مارس – فيرجيل هانت (مواليد 1936) لاعب كرة يد روماني.

### أغسطس
- 2 أغسطس – أوتو ويبر (مواليد 1921) سياسي روماني.

### سبتمبر
- 25 سبتمبر – يوزاف يانكو (مواليد 1905)
- 29 سبتمبر – جيلو ناوم (مواليد 1915) كاتب روماني.